# ステファヌ・ラノワ
ステファヌ・ラノワ（Stéphane Lannoy, 1969年9月18日 - ）はフランス出身のサッカー審判員である。

## 概要
1998年に審判員の資格を取得。2006年にFIFAのライセンスを取得し国際審判員として活動している。副業はテレビゲームの卸売業。母語であるフランス語の他に、第二言語として英語を使用できる。主に国内リーグのリーグアンで主審を務めている他、UEFAチャンピオンズリーグでも主審を務めている。リーグアンでは2008年と2010年にトロフェ・UNFP・デュ・フットボールにおいて最優秀審判に選出された。2008年には、2008年北京オリンピックのサッカー競技において1試合で主審を務めた。2009年にFIFA国際審判団に選出され2009 FIFA U-17ワールドカップにおいて3試合で主審を務めた。2010年には、2010 FIFAワールドカップのFIFA審判団に選ばれ、3試合で審判を務めた。UEFA欧州選手権2012の審判団にも選ばれており、主審を務める予定である。

## 担当した主な国際大会

### 2010 FIFAワールドカップ
2010 FIFAワールドカップでは3試合で審判を担当した。
- グループE: オランダ vs デンマーク
- グループG: ブラジル vs コートジボワール
- 決勝トーナメント1回戦: オランダ vs スロバキア